# Jaghdān
Jaghdān (persiska: جَقدان, Jaqdān, جُغدَن, جغدان) är en ort i Iran.   Den ligger i provinsen Chahar Mahal och Bakhtiari, i den centrala delen av landet, 400 km söder om huvudstaden Teheran. Jaghdān ligger 1 990 meter över havet och antalet invånare är 676.
Terrängen runt Jaghdān är kuperad åt nordost, men åt sydväst är den bergig. Jaghdān ligger nere i en dal. Runt Jaghdān är det ganska glesbefolkat, med 36 invånare per kvadratkilometer. Närmaste större samhälle är Ardal, 15,3 km nordväst om Jaghdān. Trakten runt Jaghdān består i huvudsak av gräsmarker.